# Cité Scientifique - Professeur Gabillard (métro de Lille)
Cité Scientifique - Professeur Gabillard est une station de métro française de la ligne 1 du métro de Lille. Elle est située au nord du campus Cité scientifique, au croisement de l'avenue Paul-Langevin et de l'avenue Jean-Perrin. Elle dessert le campus scientifique de l'Université de Lille, Villeneuve-d'Ascq.
La station est mise en service en 1982 sur la portion Quatre Cantons - Hôtel de Ville sous le nom « Cité Scientifique » et est officiellement inaugurée le 25 avril 1983 par la venue du président de la République française de l'époque, François Mitterrand.

## Situation sur le réseau
Établie en aérien, la station Cité Scientifique - Professeur Gabillard est située sur la ligne 1 du métro de Lille, entre les stations : Quatre Cantons - Stade Pierre-Mauroy, un terminus, et Triolo, en direction du terminus CHU - Eurasanté.

## Histoire
La station a été dessinée par l'architecte Pierre Crévoisier. La construction s'achève début 1981. L'ouvrage de verre et d'acier enveloppe le viaduc. La teinte des vitrages est de couleur bleue.
À partir du 1er janvier 1982, le véhicule automatique léger entre en fonction sur la portion entre les stations Quatre Cantons et Hôtel de Ville, dont la station appelée à l'époque « Cité Scientifique » appartient. Le public peut venir admirer le métro en rodage. Trois mois plus tard, le 31 mars 1982, le président de la communauté urbaine de Lille, Arthur Notebart inaugure officiellement le tronçon. Lors de l'inauguration du métro le 25 avril 1983, François Mitterrand passe par cette station.
En 2010, la famille de Robert Gabillard, soutenu par le président de Lille I, voudrait que la station soit renommée en l'honneur de l'inventeur du véhicule automatique léger qui est utilisé sur le métro de Lille. Pour eux la station devrait se renommer « Cité Scientifique - Robert-Gabillard ». À la suite de sa mort en mars 2012, le maire de Villeneuve-d'Ascq, Gérard Caudron et la présidente de Lille Métropole Communauté urbaine, Martine Aubry suivent la même logique. Lors de la réorganisation des transports en commun, la station est renommée « Cité Scientifique - Professeur Gabillard ».
En 2012, la station est labellisée « Grand Stade », avec l'arrivée du stade Pierre-Mauroy (nommé à l'époque « Grand Stade »). Un escalier supplémentaire extérieur à la station est construit. Ses quais ont été allongés pour atteindre 52 mètres afin d'accueillir des rames de quatre voitures.

## Service aux voyageurs

### Accueil et accès
La station ne dispose que d'une entrée située sur l'avenue Paul-Langevin. Elle est bâtie sur deux niveaux, bénéficiant de deux accès : le niveau de surface (entrée, accès ascenseur, vente et compostage des billets) et le niveau aérien qui comporte les voies centrales et les quais. Les voies sont protégées par des portes palières. La station est accessible aux personnes à mobilité réduite grâce aux ascenseurs.

### Desserte
Le premier métro vers la station CHU - Eurasanté est à 5 h 13 et depuis cette station à 5 h 33 ; le dernier métro arrive en station, respectivement, à 0 h 18 et à 0 h 42 et une heure plus tard les samedis. Une rame arrive en station en semaine en heure de pointe toutes les 66 secondes. La station est exploitée par Ilévia.

### Intermodalité
La ligne de nuit N1 dessert la station en dehors des heures de fonctionnement du métro.

## L'art dans la station
La station n'a pas d'œuvre d'art, car sa décoration était jugée suffisante.

## À proximité

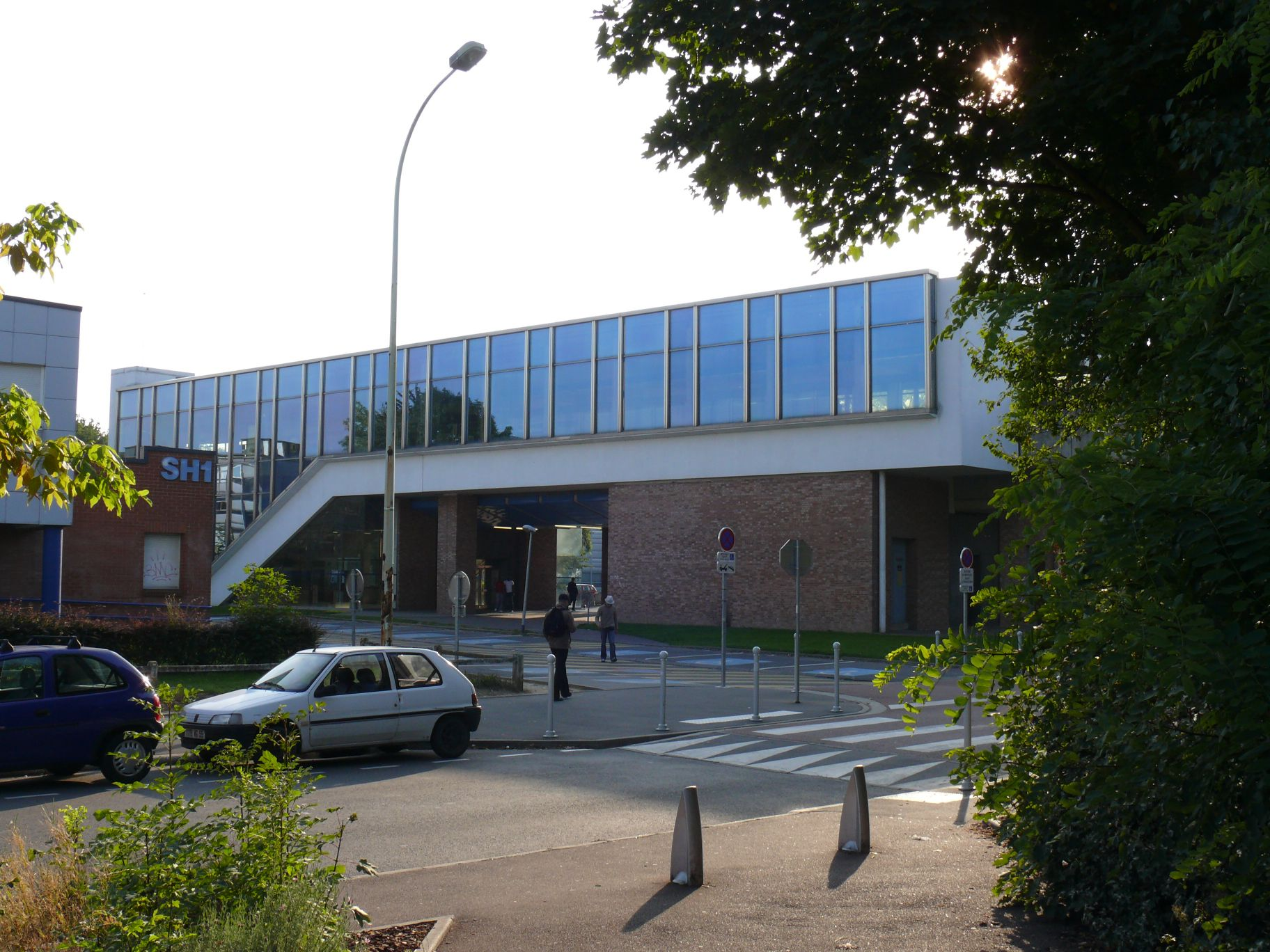
Le bâtiment SH1 de l'Université de Lille est juste à côté de la station de métro.

Étant donné son positionnement au cœur du campus universitaire, la majeure partie des bâtiments concernent les étudiants et les chercheurs. Entre autres, le Lilliad Learning Center Innovation, le Centre de Recherche en Informatique, Signal et Automatique de Lille et l'école nationale supérieure de chimie de Lille sont à proximité. Le stade Pierre-Mauroy est également desservi.